# Saint-Martin-d'Arcé

Saint-Martin-d'Arcé este o comună în departamentul Maine-et-Loire, Franța. În 2009 avea o populație de 778 de locuitori.